# Estonian International 2009
Die Estonian International 2009 im Badminton fanden in Tallinn vom 15. bis zum 18. Januar 2009 statt. Der Referee war Mats Tibbelin aus Schweden. Das Preisgeld betrug 5.000 US-Dollar, wodurch das Turnier in das BWF-Level 4B eingeordnet wurde. Das Turnier war zum ersten Mal im BE Circuit dabei.

## Austragungsort
- Kalevi Spordihalis, Juhkentali 12

## Sieger und Platzierte
| Disziplin    | Gold                     | Silber                             | Bronze                                    |
| ------------ | ------------------------ | ---------------------------------- | ----------------------------------------- |
| Herreneinzel | Ville Lång               | Kasper Ipsen                       | Raul Must                                 |
| Herreneinzel | Ville Lång               | Kasper Ipsen                       | Shoji Sato                                |
| Dameneinzel  | Tatjana Bibik            | Anne Hald                          | Kati Tolmoff                              |
| Dameneinzel  | Tatjana Bibik            | Anne Hald                          | Olga Golovanova                           |
| Herrendoppel | Naoki Kawamae Shoji Sato | Andrey Ashmarin Anton Ivanov       | Jürgen Koch Peter Zauner                  |
| Herrendoppel | Naoki Kawamae Shoji Sato | Andrey Ashmarin Anton Ivanov       | Joe Morgan James Phillips                 |
| Damendoppel  | Cai Jiani Bo Rong        | Irina Khlebko Ksenia Polikarpova   | Sanni Rautala Noora Virta                 |
| Damendoppel  | Cai Jiani Bo Rong        | Irina Khlebko Ksenia Polikarpova   | Anastasia Panushkina Viktoria Slobodjanuk |
| Mixed        | Zhang Yi Cai Jiani       | Andrey Ashmarin Ksenia Polikarpova | Valeriy Atrashchenkov Elena Prus          |
| Mixed        | Zhang Yi Cai Jiani       | Andrey Ashmarin Ksenia Polikarpova | Georgiy Natarov Anna Kobtseva             |

## Finalergebnisse
| Disziplin    | Sieger                   | Finalist                           | Ergebnis    |
| ------------ | ------------------------ | ---------------------------------- | ----------- |
| Herreneinzel | Ville Lång               | Kasper Ipsen                       | 21:14 21:19 |
| Dameneinzel  | Tatjana Bibik            | Anne Hald                          | 21:11 21:10 |
| Herrendoppel | Naoki Kawamae Shoji Sato | Andrey Ashmarin Anton Ivanov       | 21:13 21:9  |
| Damendoppel  | Cai Jiani Bo Rong        | Irina Khlebko Ksenia Polikarpova   | 21:13 21:15 |
| Mixed        | Zhang Yi Cai Jiani       | Andrey Ashmarin Ksenia Polikarpova | 21:9 21:14  |

## Ergebnisse

### Herreneinzel Qualifikation
- Konstantin Khlestov –  Raul Käsner: 21-15 / 21-13
- Julien Warnotte –  Kristjan Tonismae: 21-7 / 21-9
- Murat Sen –  Matz Coucheron-Aamot: 21-15 / 21-13
- Manuel Batista –  Kristjan Kivirand: 21-11 / 21-14
- Helgi Jóhannesson –  Jani Hakkinen: 21-6 / 21-13
- Aditya Elango –  Eemi Seppala: 21-13 / 21-16
- Kenn Lim –  Rudolf Leimets: 21-4 / 21-10
- Maxim Danchenko –  Mikko Vikman: 21-12 / 21-8
- Aki Kananen –  Huseyin Durakcan: 21-8 / 21-17
- Nikolai Ukk –  Tuomas Nuorteva: 21-13 / 21-11
- Sami Turunen –  Nicky Bach: 21-10 / 22-20
- Nico Ruponen –  Göksel Kundakçı: 16-21 / 21-18 / 21-19
- Petri Turunen –  Jonas Christensen: 21-12 / 21-12
- Jesper Wigardt –  Marius Myhre: 21-15 / 21-14
- Santtu Hyvarinen –  Pierluigi Musiari: 21-12 / 21-17
- Sergey Schepetkov –  Kristian Taherand: 23-21 / 21-13
- Kamil Vehbe Akcebe –  Petri Lehtonen: 21-13 / 21-19
- Petri Einamo –  Raimo Pregel: 21-12 / 21-17
- Giovanni Greco –  Indrek Luts: 21-8 / 21-8
- Ingmar Seidelberg –  Klaudijus Kašinskis: 21-9 / 21-19
- Kasper Lehikoinen –  David Obernosterer: 21-18 / 21-15
- Nuno Santos –  Johan Larsson: 16-21 / 21-13 / 21-14
- Daniel Graßmück –  Konstantin Khlestov: 21-13 / 13-21 / 21-12
- Murat Sen –  Julien Warnotte: 21-9 / 21-17
- Raj Popat –  Manuel Batista: 21-15 / 21-18
- Helgi Jóhannesson –  Aditya Elango: 22-20 / 21-10
- Kenn Lim –  Luka Zdenjak: 22-20 / 21-9
- Maxim Danchenko –  Ramūnas Stapušaitis: 21-10 / 21-11
- Anatoly Petelin –  Sebastian Gransbo: 21-14 / 21-15
- Aki Kananen –  Nikolai Ukk: 14-21 / 21-12 / 21-12
- Nico Ruponen –  Sami Turunen: 21-14 / 19-21 / 22-20
- Sergey Shumilkin –  Petri Turunen: 21-10 / 21-15
- Santtu Hyvarinen –  Jesper Wigardt: 21-19 / 21-12
- Sergey Schepetkov –  Rosario Maddaloni: 19-21 / 21-14 / 21-16
- Kamil Vehbe Akcebe –  Petri Einamo: 24-22 / 23-21
- Rainer Kaljumae –  Giovanni Greco: 21-17 / 21-18
- Kasper Lehikoinen –  Ingmar Seidelberg: 21-9 / 21-12
- Daniel Graßmück –  Murat Sen: 25-23 / 18-21 / 21-15
- Raj Popat –  Helgi Jóhannesson: 21-17 / 21-13
- Kenn Lim –  Maxim Danchenko: 21-7 / 21-16
- Anatoly Petelin –  Aki Kananen: 11-21 / 21-10 / 21-17
- Sergey Shumilkin –  Nico Ruponen: 12-21 / 21-10 / 21-6
- Sergey Schepetkov –  Santtu Hyvarinen: 21-19 / 21-12
- Kamil Vehbe Akcebe –  Rainer Kaljumae: 21-15 / 10-21 / 21-13
- Nuno Santos –  Kasper Lehikoinen: 15-21 / 21-19 / 22-20

### Herreneinzel
- Shoji Sato –  Anatoly Petelin: 8-21 / 21-8 / 21-12
- Frederic Gaspard –  Sergey Schepetkov: 21-11 / 21-15
- Kenn Lim –  Christian Lind Thomsen: 19-21 / 21-11 / 21-19
- Martin Kragh –  Nuno Santos: 21-14 / 21-13
- Ivan Sozonov –  Magnús Ingi Helgason: 21-13 / 21-16
- Misha Zilberman –  Kamil Vehbe Akcebe: 21-12 / 21-18
- Kasper Ipsen –  Markus Heikkinen: 25-23 / 21-18
- Anton Ivanov –  Sergey Shumilkin: 21-15 / 22-20
- Pedro Martins –  Sune Gavnholt: 21-19 / 21-19
- Valeriy Atrashchenkov –  Andrei Ivanov: 21-18 / 21-7
- Vladimir Malkov –  Eetu Heino: 22-20 / 21-17
- Raul Must –  Raj Popat: 21-10 / 21-10
- Kristian Nielsen –  Sven Eric Kastens: 21-9 / 21-15
- Emil Vind –  Daniel Graßmück: 21-7 / 21-15
- Steinar Klausen –  Michal Matejka: 13-21 / 21-10 / 21-12
- Ville Lång –  Vladimir Ivanov: 21-17 / 19-21 / 21-12
- Shoji Sato –  Frederic Gaspard: 21-10 / 21-7
- Kenn Lim –  Martin Kragh: 24-22 / 21-11
- Misha Zilberman –  Ivan Sozonov: 21-16 / 21-19
- Kasper Ipsen –  Anton Ivanov: 21-9 / 21-16
- Valeriy Atrashchenkov –  Pedro Martins: 21-19 / 21-15
- Raul Must –  Vladimir Malkov: 21-18 / 25-23
- Kristian Nielsen –  Emil Vind: 16-21 / 21-17 / 21-11
- Ville Lång –  Steinar Klausen: 21-15 / 21-17
- Shoji Sato –  Kenn Lim: 21-17 / 21-11
- Kasper Ipsen –  Misha Zilberman: 21-18 / 21-16
- Raul Must –  Valeriy Atrashchenkov: 13-21 / 21-19 / 21-18
- Ville Lång –  Kristian Nielsen: 13-21 / 21-7 / 21-17
- Kasper Ipsen –  Shoji Sato: 21-11 / 22-20
- Ville Lång –  Raul Must: 21-18 / 21-19
- Ville Lång –  Kasper Ipsen: 21-14 / 21-19

### Dameneinzel Qualifikation
- Mari Helene Boe –  Indre Stareviciute: 21-10 / 17-21 / 21-16
- Rong Schafer –  Kaisa Simon: 21-2 / 21-2
- Karoliina Latola –  Rasa Šulnienė: 21-15 / 21-11
- Ksenia Polikarpova –  Taru Vikman: 21-9 / 21-14
- Isabelle Mercier-Dalphond –  Mari Helene Boe: 18-21 / 21-9 / 21-12
- Rong Schafer –  Anastasia Kharlampovich: 21-7 / 21-6

### Dameneinzel
- Kati Tolmoff –  Valérie St. Jacques: 21-10 / 21-13
- Ksenia Polikarpova –  Isabelle Mercier-Dalphond: 21-11 / 21-8
- Lianne Tan –  Ezgi Epice: 23-21 / 21-11
- Victoria Slobodyanyuk –  Perrine Lebuhanic: 21-14 / 21-15
- Tatjana Bibik –  Nanna Vainio: 21-17 / 21-13
- Sara Blengsli Kværnø –  Oona Seppälä: 21-12 / 21-9
- Miriam Gruber –  Zuzana Rajdugova: 19-21 / 21-11 / 21-12
- Rong Schafer –  Anna Narel: 23-21 / 21-5
- Laura Vana –  Karoliina Latola: 21-16 / 21-14
- Claudia Vogelgsang –  Michaela Mathis: 21-16 / 21-9
- Karoliine Hõim –  Reetta Heino: 21-16 / 21-7
- Olga Arkhangelskaya –  Stefanie Bertels: 21-14 / 21-10
- Irina Khlebko –  Noora Virta: 21-17 / 22-20
- Anne Hald –  Barbara Matias: 21-13 / 21-12
- Saara Hynninen –  Irina Inozemceva: 21-10 / 21-10
- Danchenko Anastasiya –  Elena Prus: 22-20 / 13-21 / 21-13
- Kati Tolmoff –  Ksenia Polikarpova: 21-8 / 21-9
- Lianne Tan –  Victoria Slobodyanyuk: 21-18 / 22-20
- Tatjana Bibik –  Sara Blengsli Kværnø: 21-13 / 21-11
- Rong Schafer –  Miriam Gruber: 21-9 / 21-12
- Claudia Vogelgsang –  Laura Vana: 21-8 / 21-13
- Olga Arkhangelskaya –  Karoliine Hõim: 21-9 / 21-14
- Anne Hald –  Irina Khlebko: 21-11 / 21-9
- Danchenko Anastasiya –  Saara Hynninen: 21-19 / 21-18
- Kati Tolmoff –  Lianne Tan: 19-21 / 21-9 / 21-18
- Tatjana Bibik –  Rong Schafer: 21-15 / 21-16
- Olga Arkhangelskaya –  Claudia Vogelgsang: 18-21 / 21-6 / 21-17
- Anne Hald –  Danchenko Anastasiya: 21-8 / 21-15
- Tatjana Bibik –  Kati Tolmoff: 12-21 / 21-14 / 21-18
- Anne Hald –  Olga Arkhangelskaya: 21-18 / 16-21 / 21-14
- Tatjana Bibik –  Anne Hald: 21-11 / 21-10

### Herrendoppel Qualifikation
- Raul Käsner /  Ants Mängel –  Santtu Hyvarinen /  Eemi Seppala: 21-10 / 21-12
- Raul Käsner /  Ants Mängel –  Kalle Kaljurand /  Kristian Kaljurand: 21-10 / 21-16

### Herrendoppel
- Jürgen Koch /  Peter Zauner-  Tuomas Nuorteva /  Mikko Vikman: 21-13 / 21-19
- Raul Käsner /  Ants Mängel –  Jonas Christensen /  Matz Coucheron-Aamot: 21-5 / 21-13
- Konstantin Khlestov /  Vladimir Malkov –  Manuel Batista /  Rosario Maddaloni: 21-15 / 22-20
- Vladimir Ivanov /  Ivan Sozonov –  Klaudijus Kašinskis /  Ramūnas Stapušaitis: 21-15 / 21-9
- Nicky Bach /  Martin Kragh –  Indrek Küüts /  Meelis Maiste: 21-9 / 21-16
- Naoki Kawamae /  Shoji Sato –  Petri Einamo /  Jani Hakkinen: 21-14 / 21-9
- Petri Turunen /  Sami Turunen –  Andres Aru /  Sven Kavald: 21-17 / 21-16
- Vahur Lukin /  Einar Veede –  Giovanni Greco /  Pierluigi Musiari: 19-21 / 21-15 / 21-16
- Valeriy Atrashchenkov /  Georgiy Natarov –  Daniel Graßmück /  Roman Zirnwald: 21-19 / 21-17
- Sergey Shumilkin /  Nikolai Ukk –  Petri Lehtonen /  Kasper Lehikoinen: 21-14 / 21-13
- Joe Morgan /  James Phillips –  Huseyin Durakcan /  Göksel Kundakçı: 21-17 / 21-13
- Laurent Constantin /  Sylvain Grosjean –  Magnús Ingi Helgason /  Helgi Jóhannesson: 19-21 / 21-11 / 23-21
- Andrey Ashmarin /  Anton Ivanov –  Tarun Kona /  Arun Vishnu: 23-21 / 21-16
- Kamil Vehbe Akcebe /  Murat Sen –  Rainer Kaljumae /  Ingmar Seidelberg: 21-13 / 14-21 / 22-20
- Mats Fagerstroem /  Zhang Yi –  Aditya Elango /  Marius Myhre: 21-7 / 21-11
- Maxim Danchenko /  Anatoly Petelin –  Ali Kaya /  Yoga Ukikasah: w.o.
- Jürgen Koch /  Peter Zauner-  Raul Käsner /  Ants Mängel: 21-9 / 21-9
- Konstantin Khlestov /  Vladimir Malkov –  Maxim Danchenko /  Anatoly Petelin: 21-18 / 21-15
- Vladimir Ivanov /  Ivan Sozonov –  Nicky Bach /  Martin Kragh: 21-13 / 21-14
- Naoki Kawamae /  Shoji Sato –  Petri Turunen /  Sami Turunen: 21-11 / 21-8
- Valeriy Atrashchenkov /  Georgiy Natarov –  Vahur Lukin /  Einar Veede: 21-15 / 21-10
- Joe Morgan /  James Phillips –  Sergey Shumilkin /  Nikolai Ukk: 14-21 / 21-15 / 21-11
- Andrey Ashmarin /  Anton Ivanov –  Laurent Constantin /  Sylvain Grosjean: 21-14 / 23-25 / 21-16
- Mats Fagerstroem /  Zhang Yi –  Kamil Vehbe Akcebe /  Murat Sen: 20-22 / 25-23 / 21-19
- Jürgen Koch /  Peter Zauner-  Konstantin Khlestov /  Vladimir Malkov: 21-12 / 17-21 / 21-12
- Naoki Kawamae /  Shoji Sato –  Vladimir Ivanov /  Ivan Sozonov: 21-14 / 21-13
- Joe Morgan /  James Phillips –  Valeriy Atrashchenkov /  Georgiy Natarov: 22-20 / 21-13
- Andrey Ashmarin /  Anton Ivanov –  Mats Fagerstroem /  Zhang Yi: 21-10 / 21-13
- Naoki Kawamae /  Shoji Sato –  Jürgen Koch /  Peter Zauner: 21-19 / 21-9
- Andrey Ashmarin /  Anton Ivanov –  Joe Morgan /  James Phillips: 21-13 / 21-15
- Naoki Kawamae /  Shoji Sato –  Andrey Ashmarin /  Anton Ivanov: 21-13 / 21-9

### Damendoppel
- Irina Khlebko /  Ksenia Polikarpova –  Caroline Harvey /  Kerry Ann Sheppard: 21-12 / 21-9
- Stefanie Bertels /  Ezgi Epice –  Kertu Margus /  Teder Gerda: 21-16 / 21-13
- Saara Hynninen /  Oona Seppälä –  Kulle Laidmae /  Liisu Lugna: 21-13 / 21-17
- Lubov Chudentcevc /  Irina Inozemceva –  Karoliine Hõim /  Laura Vana: 21-19 / 21-16
- Steffi Annys /  Séverine Corvilain –  Indre Stareviciute /  Rasa Šulnienė: 21-11 / 21-10
- Irina Khlebko /  Ksenia Polikarpova –  Sonja Lius /  Taru Vikman: 21-9 / 21-8
- Danchenko Anastasiya /  Victoria Slobodyanyuk –  Reetta Heino /  Nanna Vainio: 21-7 / 21-10
- Ulla Helm /  Eve Jugandi –  Stefanie Bertels /  Ezgi Epice: 24-22 / 13-21 / 21-18
- Ketly Freirik /  Claudia Vogelgsang –  Saara Hynninen /  Oona Seppälä: 21-11 / 21-18
- Cai Jiani /  Rong Schafer –  Anna Kobceva /  Elena Prus: 20-22 / 21-14 / 21-17
- Lubov Chudentcevc /  Irina Inozemceva –  Isabelle Mercier-Dalphond /  Valérie St. Jacques: 21-9 / 17-21 / 21-19
- Sanni Rautala /  Noora Virta –  Mari Helene Boe /  Sara Blengsli Kværnø: 21-23 / 21-10 / 21-13
- Irina Khlebko /  Ksenia Polikarpova –  Steffi Annys /  Séverine Corvilain: 21-17 / 21-19
- Danchenko Anastasiya /  Victoria Slobodyanyuk –  Ulla Helm /  Eve Jugandi: 23-21 / 21-18
- Cai Jiani /  Rong Schafer –  Ketly Freirik /  Claudia Vogelgsang: 21-5 / 21-12
- Sanni Rautala /  Noora Virta –  Lubov Chudentcevc /  Irina Inozemceva: 22-20 / 21-17
- Irina Khlebko /  Ksenia Polikarpova –  Danchenko Anastasiya /  Victoria Slobodyanyuk: 21-13 / 13-21 / 21-15
- Cai Jiani /  Rong Schafer –  Sanni Rautala /  Noora Virta: 21-19 / 21-17
- Cai Jiani /  Rong Schafer –  Irina Khlebko /  Ksenia Polikarpova: 21-13 / 21-15

### Mixed
- Maxim Danchenko /  Danchenko Anastasiya –  Ants Mängel /  Kertu Margus: 21-19 / 21-18
- Ali Kaya /  Ezgi Epice –  Tuomas Nuorteva /  Sanni Rautala: 21-15 / 15-21 / 25-23
- Andrei Ivanov /  Tatjana Bibik –  Jonas Christensen /  Sara Blengsli Kværnø: 21-8 / 21-5
- Frederic Gaspard /  Steffi Annys –  Einar Veede /  Kulle Laidmae: 21-17 / 21-14
- Vahur Lukin /  Eve Jugandi –  Eemi Seppala /  Oona Seppälä: 21-14 / 21-8
- James Phillips /  Caroline Harvey –  Klaudijus Kašinskis /  Rasa Šulnienė: 21-14 / 21-11
- Joe Morgan /  Kerry Ann Sheppard –  Andres Aru /  Ulla Helm: 21-19 / 21-14
- Andrey Ashmarin /  Ksenia Polikarpova –  Sami Turunen /  Sonja Lius: 21-10 / 21-15
- Santtu Hyvarinen /  Taru Vikman –  Rainer Kaljumae /  Ketly Freirik: 19-21 / 23-21 / 21-14
- Raul Must /  Laura Vana –  Marius Myhre /  Mari Helene Boe: 21-14 / 18-14
- Georgiy Natarov /  Anna Kobceva –  Ramūnas Stapušaitis /  Indre Stareviciute: 21-13 / 19-21 / 21-10
- Kristian Kaljurand /  Laura Kaljurand –  Yoga Ukikasah /  Aprilsasi Putri Lejarsra: w.o.
- Valeriy Atrashchenkov /  Elena Prus –  Maxim Danchenko /  Danchenko Anastasiya: 21-15 / 14-21 / 21-11
- Andrei Ivanov /  Tatjana Bibik –  Ali Kaya /  Ezgi Epice: 21-12 / 21-11
- Zhang Yi /  Cai Jiani –  Frederic Gaspard /  Steffi Annys: 21-13 / 21-9
- James Phillips /  Caroline Harvey –  Vahur Lukin /  Eve Jugandi: 21-10 / 21-12
- Joe Morgan /  Kerry Ann Sheppard –  Kristian Kaljurand /  Laura Kaljurand: 21-19 / 21-10
- Andrey Ashmarin /  Ksenia Polikarpova –  Eetu Heino /  Noora Virta: 21-15 / 21-16
- Santtu Hyvarinen /  Taru Vikman –  Raul Must /  Laura Vana: 21-19 / 21-18
- Georgiy Natarov /  Anna Kobceva –  Roman Zirnwald /  Tina Riedl: 18-21 / 21-12 / 21-13
- Valeriy Atrashchenkov /  Elena Prus –  Andrei Ivanov /  Tatjana Bibik: 21-9 / 21-17
- Zhang Yi /  Cai Jiani –  James Phillips /  Caroline Harvey: 21-17 / 21-13
- Andrey Ashmarin /  Ksenia Polikarpova –  Joe Morgan /  Kerry Ann Sheppard: 21-18 / 21-11
- Georgiy Natarov /  Anna Kobceva –  Santtu Hyvarinen /  Taru Vikman: 21-13 / 21-12
- Zhang Yi /  Cai Jiani –  Valeriy Atrashchenkov /  Elena Prus: 21-14 / 21-19
- Andrey Ashmarin /  Ksenia Polikarpova –  Georgiy Natarov /  Anna Kobceva: 21-13 / 21-14
- Zhang Yi /  Cai Jiani –  Andrey Ashmarin /  Ksenia Polikarpova: 21-9 / 21-14